# Papyrus Erlangen 1
Papyrus Erlangen 1 ist das Fragment eines Papyrusblattes aus dem 4. oder 5. Jahrhundert. Es enthält Teile aus dem 1. Buch Mose 41.48-57 in griechischer Sprache (Septuaginta).
Das Fragment befindet sich in der Universitätsbibliothek in Erlangen, Signatur P. Erl. Inv. 2.

## Text
- Wilhelm Schubart: Die Papyri der Universitätsbibliothek Erlangen. Otto Harrassowitz, Leipzig 1941, S. 1–4, Nr. 1.